# Moraea pseudospicata
Moraea pseudospicata är en irisväxtart som beskrevs av Peter Goldblatt. Moraea pseudospicata ingår i släktet Moraea och familjen irisväxter. Inga underarter finns listade i Catalogue of Life.